# Pentominium
Pentominium è un grattacielo attualmente in costruzione nella città di Dubai. Quando sarà completato sarà alto 516 m per un totale di 120 piani. Il progetto è stato concepito dallo studio di architettura Aedas e finanziato dalla Trident International Holdings.

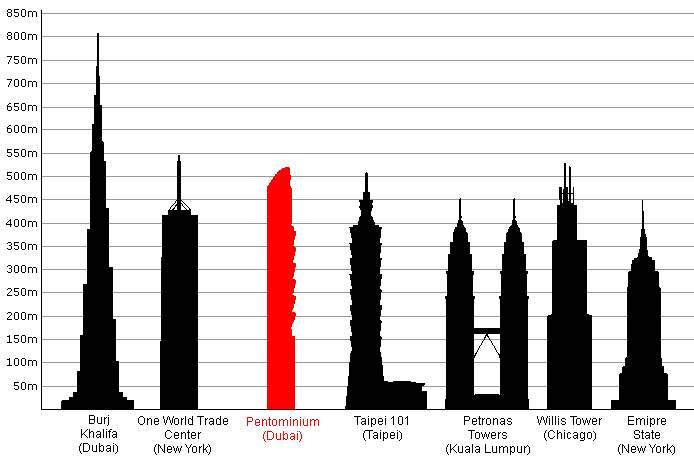
Il Pentominium comparato con gli edifici più alti esistenti e futuri.

La costruzione è cominciata il 26 luglio 2009 e la conclusione dei lavori era prevista nel 2013. Tuttavia la crisi finanziaria ha portato ad una sospensione dei lavori.